# Wuzhi Shan
Wuzhi Shan är ett berg i Kina. Det ligger i provinsen Hainan, i den södra delen av landet, omkring 140 kilometer sydväst om provinshuvudstaden Haikou. Toppen på Wuzhi Shan är 1 867 meter över havet.
Wuzhi Shan är den högsta punkten i trakten. Runt Wuzhi Shan är det ganska tätbefolkat, med 60 invånare per kvadratkilometer. Närmaste större samhälle är Shang'an, 13,4 km öster om Wuzhi Shan. I omgivningarna runt Wuzhi Shan växer i huvudsak städsegrön lövskog.
Genomsnittlig årsnederbörd är 2 305 millimeter. Den regnigaste månaden är juli, med i genomsnitt 380 mm nederbörd, och den torraste är januari, med 15 mm nederbörd.